# BWS-Gruppe
Die BWS-Gruppe ist ein Konzern mit Sitz in Wien, der sowohl geförderte als auch frei finanzierte Wohnungen, Geschäftsräume und Stellplätze in Österreich entwickelt, errichtet, saniert, vermietet und verwaltet.

## Geschichte
Die BWS wurde 1911 als Wohnbaugenossenschaft gegründet. Bereits 1914 konnten die ersten Wohnungen am Margaretengürtel und in der Gassergasse in 1050 Wien und in der Beethovengasse in Mödling bezogen werden. Wenig später wurden Objekte in Wien-Meidling, in Kapfenberg und je zwei Häuser in Marburg und in Innsbruck übergeben.
In den Jahren nach 1931 ließen die staatliche Wohnpolitik, Arbeitslosigkeit, Geldentwertung und Verarmung keine nennenswerte genossenschaftliche Bautätigkeit mehr zu. Man beschränkte sich auf die Verwaltung der bestehenden Häuser.
Im „Roten Wien“ der Zwischenkriegszeit war die Gemeinde zum führenden Bauherrn geworden. Bis 1934 wurden aus Steuermitteln 64.000 Wohnungen errichtet. Die Gemeinde Wien blieb aber auch nach dem Zweiten Weltkrieg größter Auftraggeber im Wohnbereich und wurde erst 1992 von den Genossenschaften abgelöst.

## Kontroversen
Im Februar 2019 wurde der Geschäftsführer Wilhelm Haberzettl in einer außerordentlichen Aufsichtsratssitzung der Genossenschaft als Vorstandsvorsitzender abberufen und fristlos entlassen, nachdem Prüfberichte einer Rechtsanwaltskanzlei und der Wirtschaftsprüfungsgesellschaft PricewaterhouseCoopers nachgewiesen hatten, dass es zu einer Verletzung der Sorgfaltspflichten durch den Vorstand gekommen sei. Tochtergesellschaften der BWS hatten Gebäude zu einem sehr niedrigen Preis verkauft, die nur kurze Zeit später zu einem wesentlich höheren Preis weiterverkauft wurden. Als die Vorstände Haberzettl und Hamerle dem Aufsichtsrat die Aufklärung verweigerten, folgte ihre Entlassung. Im März 2019 erfolgte gegen Haberzettl eine Anzeige wegen des Verdachts der Untreue bei der Staatsanwaltschaft Wien, die Ermittlungen wurden im Jänner 2021 aber eingestellt.

## Gesellschaften
- BWS Gemeinnützige allgemeine Bau-, Wohn- und Siedlungsgenossenschaft reg. Gen.m.b.H.
- WBG Wohnen und Bauen Gesellschaft m.b.H. Wien
- BWSt Gemeinnützige Wohn- und Siedlungsgesellschaft Bauen und Wohnen Steiermark Ges.m.b.H.
- BWS Bau-, Wohn- und Sanierungsgesellschaft m.b.H.